# Canottaggio ai Giochi della XXXI Olimpiade - 2 di coppia maschile
La gara del 2 di coppia maschile dei Giochi della XXXI Olimpiade si è svolta tra il 6 e l'11 agosto 2016. Hanno partecipato 13 equipaggi.

## Formato
La competizione si svolge su tre turni, in ognuno dei quali i primi tre classificati di ogni batteria avanzano al turno successivo. Gli equipaggi eliminati al primo turno competono in una batteria di ripescaggio, la quale qualifica altri tre equipaggi al secondo turno.
Gli equipaggi eliminati nelle semifinali partecipano alla Finale B.

## Risultati

### Batterie
| Pos. | Atleti                             | Nazione       | Tempo   | Note |
| ---- | ---------------------------------- | ------------- | ------- | ---- |
| 1    | Robbie Manson Chris Harris         | Nuova Zelanda | 6:40.35 | SA/B |
| 2    | Aleksandar Aleksandrov Boris Yotov | Azerbaigian   | 6:40.52 | SA/B |
| 3    | Francesco Fossi Romano Battisti    | Italia        | 6:42.33 | SA/B |
| 4    | Jonathan Walton John Collins       | Gran Bretagna | 6:43.93 | R    |
| 5    | Eduardo Rubio Adrián Oquendo       | Cuba          | 6:52.20 | R    |

| Pos. | Atleti                             | Nazione  | Tempo   | Note |
| ---- | ---------------------------------- | -------- | ------- | ---- |
| 1    | Mindaugas Griškonis Saulius Ritter | Lituania | 6:29.11 | SA/B |
| 2    | Kjetil Borch Olaf Tufte            | Norvegia | 6:30.58 | SA/B |
| 3    | Marcel Hacker Stephan Krüger       | Germania | 6:31.85 | SA/B |
| 4    | Georgi Bozhilov Kristian Vasilev   | Bulgaria | 6:44.31 | R    |

| Pos. | Atleti                            | Nazione   | Tempo   | Note |
| ---- | --------------------------------- | --------- | ------- | ---- |
| 1    | Martin Sinković Valent Sinković   | Croazia   | 6:30.09 | SA/B |
| 2    | Hugo Boucheron Matthieu Androdias | Francia   | 6:33.03 | SA/B |
| 3    | David Watts Chris Morgan          | Australia | 6:36.39 | SA/B |
| 4    | Marko Marjanovic Andrija Sljukic  | Serbia    | 7:07.29 | R    |

### Ripescaggio
| Pos. | Atleti                           | Nazione       | Tempo   | Note |
| ---- | -------------------------------- | ------------- | ------- | ---- |
| 1    | Jonathan Walton John Collins     | Gran Bretagna | 6:19.60 | SA/B |
| 2    | Georgi Bozhilov Kristian Vasilev | Bulgaria      | 6:20.56 | SA/B |
| 3    | Marko Marjanovic Andrija Sljukic | Serbia        | 6:20.62 | SA/B |
| 4    | Eduardo Rubio Adrián Oquendo     | Cuba          | 6:21.52 |      |

### Semifinali
| Pos. | Atleti                           | Nazione       | Tempo   | Note |
| ---- | -------------------------------- | ------------- | ------- | ---- |
| 1    | Martin Sinković Valent Sinković  | Croazia       | 6:12.27 | FA   |
| 2    | Kjetil Borch Olaf Tufte          | Norvegia      | 6:13.50 | FA   |
| 3    | Jonathan Walton John Collins     | Gran Bretagna | 6:13.83 | FA   |
| 4    | Robbie Manson Chris Harris       | Nuova Zelanda | 6:17.01 | FB   |
| 5    | David Watts Chris Morgan         | Australia     | 6:19.36 | FB   |
| 6    | Georgi Bozhilov Kristian Vasilev | Bulgaria      | 6:47.00 | FB   |

| Rank | Rower                              | Country     | Time    | Notes |
| ---- | ---------------------------------- | ----------- | ------- | ----- |
| 1    | Mindaugas Griškonis Saulius Ritter | Lituania    | 6:14.61 | FA    |
| 2    | Francesco Fossi Romano Battisti    | Italia      | 6:15.24 | FA    |
| 3    | Hugo Boucheron Matthieu Androdias  | Francia     | 6:16.15 | FA    |
| 4    | Marcel Hacker Stephan Krüger       | Germania    | 6:18.32 | FB    |
| 5    | Marko Marjanovic Andrija Sljukic   | Serbia      | 6:27.66 | FB    |
| 6    | Aleksandar Aleksandrov Boris Yotov | Azerbaigian | 6:37.49 | FB    |

### Finali
| Pos. | Atleti                             | Nazione       | Tempo   | Note |
| ---- | ---------------------------------- | ------------- | ------- | ---- |
| 1    | David Watts Chris Morgan           | Australia     | 6:58.11 |      |
| 2    | Marcel Hacker Stephan Krüger       | Germania      | 6:58.86 |      |
| 3    | Georgi Bozhilov Kristian Vasilev   | Bulgaria      | 7:00.85 |      |
| 4    | Marko Marjanovic Andrija Sljukic   | Serbia        | 7:03.13 |      |
| 5    | Robbie Manson Chris Harris         | Nuova Zelanda | 7:06.80 |      |
| 6    | Aleksandar Aleksandrov Boris Yotov | Azerbaigian   | 7:24.03 |      |

| Pos.    | Atleti                             | Nazione       | Tempo   | Note |
| ------- | ---------------------------------- | ------------- | ------- | ---- |
| Oro     | Martin Sinković Valent Sinković    | Croazia       | 6:50.28 |      |
| Argento | Mindaugas Griškonis Saulius Ritter | Lituania      | 6:51.39 |      |
| Bronzo  | Kjetil Borch Olaf Tufte            | Norvegia      | 6:53.25 |      |
| 4       | Francesco Fossi Romano Battisti    | Italia        | 6:57.10 |      |
| 5       | Jonathan Walton John Collins       | Gran Bretagna | 7:01.25 |      |
| 6       | Hugo Boucheron Matthieu Androdias  | Francia       | 7:02.06 |      |